# فقارة (جعلان بني بو حسن)
فقارة منطقة سكنية تقع في ولاية جعلان بني بو حسن، التابعة لمحافظة جنوب الشرقية في سلطنة عمان. يقدر عدد سكانها بـ 9 نسمة حسب إحصاء عام 2010 التابع للمركز الوطني للإحصاء والمعلومات الحكومي. رمز المنطقة هو 80310232.

## الوصلات الخارجية
- المركز الوطني للإحصاء والمعلومات، سلطنة عمان